# آدریان دیگز
آدریان دیگز (انگلیسی: Adrián Diéguez؛ زادهٔ ۴ فوریهٔ ۱۹۹۶) بازیکن فوتبال اهل اسپانیا است که در پست مدافع میانی یا دفاع چپ برای پونفرادینا بازی می‌کند.